# Громова, Ульяна Матвеевна
Улья́на Матве́евна Гро́мова (3 января 1924, п. Первомайка, Луганский округ, Донецкая губерния, Украинская ССР, СССР — 16 января 1943, г. Краснодон, Ворошиловградская область, Украинская ССР, СССР) — член штаба подпольной антифашистской комсомольской организации «Молодая гвардия», действовавшей в 1942—1943 годах в оккупированном гитлеровскими войсками городе Краснодоне Ворошиловградской области Украинской ССР во время Великой Отечественной войны. Герой Советского Союза (1943 год, посмертно).

## Биография

### До войны
Ульяна Громова родилась 3 января 1924 года в посёлке Первомайка Луганского округа Донецкой губернии (позже — Краснодонский район Ворошиловградской области) Украинской ССР, в семье рабочего.
Отец — Матвей Максимович Громов, родился в 1880 году в Полтавской губернии Российской империи. Участник Русско-японской войны 1904—1905 годов. В 1905 году переехал в Краснодон, работал на шахтах. С 1937 года — пенсионер. Выйдя на пенсию, трудился таровщиком на первомайской мельнице.
Мать — Матрёна Савельевна Громова, родилась в 1884 году, домохозяйка.
В семье было пятеро детей, из которых Ульяна была младшей.
В 1932 году Ульяна пошла в первый класс первомайской средней школы № 6. Училась на отлично, переходила из класса в класс с похвальными грамотами, была активной пионеркой.
В 1939 году была избрана членом ученического комитета школы.
В марте 1940 года вступила в ряды ВЛКСМ.

### Во время Великой Отечественной войны
На момент начала Великой Отечественной войны Ульяна училась в десятом классе. Вместе со своими сверстниками она работала на колхозных полях, ухаживала за ранеными в госпитале, читала им газеты и книги, помогала писать письма родным. 3 июня 1942 года окончила первомайскую среднюю школу на «хорошо» и «отлично» при отличном поведении.
Во время оккупации Ворошиловградской области войсками нацистской Германии, начавшейся 17 июля 1942 года, Ульяна не смогла эвакуироваться, так как ей не на кого было оставить больную мать.
Обладая твёрдым, решительным и боевым характером, Ульяна вместе с Майей Пегливановой и Анатолием Поповым организовала в посёлке Первомайка патриотическую группу молодёжи, которая в сентябре 1942 года вошла в состав подпольной антифашистской комсомольской организации «Молодая гвардия».
В октябре 1942 года Громову избрали членом штаба организации. Она принимала активное участие в подготовке боевых операций, составлении и распространении антифашистских листовок, сборе медикаментов, проведении агитации среди населения, призывая не подчиняться врагу и срывать его планы по поставкам продуктов фашистам, а также по вербовке советской молодёжи на работу в гитлеровскую Германию.
В ночь на 7 ноября 1942 года, накануне 25-й годовщины Великой Октябрьской социалистической революции, вместе с молодогвардейцем Анатолием Поповым Ульяна водрузила красный флаг на трубе шахты № 1-бис в оккупированном Краснодоне. 9 ноября 1942 отряд Красная Луганщина под руководством Ульяны Громовой уничтожил штаб немецкой армии в Краснодоне. Так как основные силы противника на момент операции отряда находились не в Краснодоне, то отряд, состоящий из 341 чел., смог вытеснить противника на несколько дней из города. Красное знамя развевалось над населенным пунктом с 9 по 17 ноября 1942. 17 ноября 1942 года немецкая мото-пехотная часть уничтожила отряд. Оставшиеся в живых, в том числе и Ульяна Громова, скрылись.
Когда в городе начались массовые аресты подпольщиков, то Ульяна попыталась связаться с заключёнными молодогвардейцами, разрабатывала планы их побега.
10 января 1943 года, через неделю после своего 19-тилетия, Ульяна Громова была арестована и брошена в застенки гестапо. На допросах, сопровождавшихся жестокими избиениями и пытками, держалась очень мужественно, с достоинством, оставаясь верной священной клятве молодогвардейцев быть преданными своей Советской Родине и товарищам, она отказалась давать какие-либо показания о деятельности подпольщиков. Пытки и побои переносила стойко, не падая духом, подбадривала друзей, читала им свою любимую поэму М. Ю. Лермонтова «Демон», которую знала наизусть. Даже в своей предсмертной записке, которую ей удалось тайно передать из тюрьмы своим родным, она, не утратив чувства патриотизма и веры в победу над фашистами, призывала своего брата Елисея «крепче стоять за Родину свою».

«… Ульяну Громову подвешивали за волосы, вы́резали на спине пятиконечную звезду, отрезали грудь, прижигали тело калёным железом и раны посыпали солью, сажали на раскалённую плиту. Пытки продолжались долго и беспощадно, но она молчала…»— (из монографии кандидата исторических наук А.Ф.Гордеева «Подвиг во имя жизни», 2000 год, г.Днепропетровск)

«Ульяна Громова, 19 лет, на спине у неё была вырезана пятиконечная звезда, правая рука переломана, поломаны рёбра»
(Архив КГБ при Совмине СССР, д. 100−275, т. 8).

16 января 1943 года после жестоких пыток Ульяна Громова вместе с другими молодогвардейцами была казнена гитлеровскими оккупантами и брошена в 58-метровый шурф краснодонской шахты № 5.
Похоронена с воинскими почестями 1 марта 1943 года в братской могиле героев-антифашистов на центральной площади города Краснодона, где в память об их подвиге сооружён мемориальный комплекс «Молодая гвардия».

## Награды
- Указом Президиума Верховного Совета СССР от 13 сентября 1943 года члену штаба подпольной комсомольской организации «Молодая гвардия» Ульяне Матвеевне Громовой было посмертно присвоено почётное звание Героя Советского Союза.
- Орден Ленина (посмертно).
- Медаль «Партизану Отечественной войны» I степени (посмертно).

## Память

### Произведения искусства
- Подвигу «молодогвардейцев» посвящён роман советского писателя Александра Фадеева «Молодая гвардия» (1946), где Ульяна Громова стала прообразом одноимённого персонажа.
- В советском художественном фильме «Молодая гвардия» (1948) режиссёра Сергея Герасимова по одноимённому роману Фадеева роль Ульяны Громовой сыграла начинающая актриса Нонна Мордюкова.
- Во многих городах бывшего Советского Союза герою-молодогвардейцу Ульяне Громовой установлены памятники[13]:
  - В 2015 году барельеф Ульяны Громовой установлен на Аллее пионеров-героев (Ульяновск)[14].
  - В 1977 году барельеф Ульяне Громовой установлен у средней школы 121. г. Верещагино. (Пермский край). Пионерская дружина также носила имя Ульяны Громовой.

### Топонимика
В честь Ульяны Громовой названо множество улиц на территории бывшего СССР.
- В 1949 году именем Ульяны Громовой было названо гидрографическое судно Тихоокеанского флота.
- В городе Кокшетау (Казахстан) есть улица Ульяны Громовой.
- В городе Астана (Казахстан) есть улица Ульяны Громовой.
- В городе Балахна (Нижегородская обл.) есть переулок имени Ульяны Громовой.
- В городе Нижний Тагил есть улица Ульяны Громовой.
- В городе Калининград была создана улица в честь Ульяны Громовой. Данная улица пользуется популярностью.
- В городе Курск есть лагерь имени Ульяны Громовой.
- В городе Тольятти есть улица и памятник-горельеф Ульяны Громовой.
- В городе Первоуральск есть улица Ульяны Громовой.
- В Санкт-Петербурге есть переулок Ульяны Громовой.
- В Челябинске есть улица Ульяны Громовой.
- В Чернигове есть улица Громовой.
- В городе Орёл есть улица Ульяны Громовой.
- В Липецке есть улица Ульяны Громовой.
- В Ульяновске есть улица Ульяны Громовой.
- В городе Уральск (западный Казахстан) есть улица Ульяны Громовой.
- В городе Кемерово есть улица Ульяны Громовой.
- В городе Кувандык есть улица Ульяны Громовой.
- В городе Мариуполь (Украина) есть улица Ульяны Громовой.
- В городе Аксае (Ростовская область) есть улица Ули Громовой.
- В городе Новокузнецк (Кемеровская область) есть улица Ульяны Громовой.
- В городе Невинномысск (Ставропольский край) есть улица Ульяны Громовой.
- В городе Луганск есть улица Ульяны Громовой.
- В городе Якутск есть улица Громовой.
- В городе Кушва есть улица Ульяны Громовой.
- В городе Барнаул есть улица Ульяны Громовой.
- В городе Петропавловск (Казахстан) есть улица и переулок Ульяны Громовой.
- В городе Сергач (Нижегородская обл.) есть улица Ульяны Громовой.
- В городе Оханск (Пермский край) есть улица Ульяны Громовой .
- В городе Казань (Татарстан) есть улица Ульяны Громовой .
- В рабочем посёлке Турки (Турковский р-н, Саратовская обл., Россия) есть улица Ульяны Громовой.

### Прочее
- Теплоход «Ульяна Громова», перевозил пассажиров через реку Сухона с Дымково в Великий Устюг и обратно в 1970—1990-х годах.https://fleetphoto.ru/photo/193682/?vid=398
- 1 июля 1986 года был построен речной буксирный теплоход (буксир-толкач), получивший название «Ульяна Громова», приписанный к порту Пеледуй (Ленский район, Республика Саха (Якутия), Россия)[15][16].
- В 2017 году Почта Луганской Народной Республики выпустила блок марок «Молодая Гвардия 75 лет». Ульяна Громова изображена на одной из марок блока[17].